# 保税制度
保税制度（ほぜいせいど、英: bonded system）は、定められた地域（保税地域）に置かれた外国貨物の関税の賦課を一時的に留保した上で、それらの保管・加工・輸送などを行なえるようにする制度。制度としては保税地域 (bonded area) と保税運送 (bonded transportation) に分けられる。

## 保税地域
外国貨物を、関税の賦課が猶予された状態（輸入手続き未済の状態）で蔵置・加工など行なえる地域。税関手続きの円滑化、中継貿易・加工貿易の振興を目的として設けられ、関税制度上は「外国」とみなされる。主な施設として、保税倉庫 (bonded warehouse; B/W) と保税工場 (bonded manufacturing warehouse; bonded factory; BMW) が挙げられる。

### 保税倉庫
外国貨物を保税状態のまま保管できる施設のこと。主に中継貿易の振興を図るため設けられる。例えば、輸送単価軽減のため大量に輸送されてきた外国貨物を関税猶予の状態で長期間蔵置しておき、需給状況に応じて適時に外国への積み戻しや国内への輸入手続きを行なうことができ、これにより関税支払を必要最低限に抑え、また関税支払が繰り延べされた分だけ金利を抑えることもできる。自家保税倉庫と営業保税倉庫の二種があり、後者の貨物は輸送費を軽減するため蔵置状態のまま倉荷証券で売買される場合がある。

### 保税工場
外国貨物を保税状態のまま加工、あるいは原料として製造できる施設のこと。主に加工貿易の振興を図るため設けられる。加工・製造された製品を輸出する場合は原材料の輸入関税は免除となり、国内へ供給する場合は製品でなく原材料に関税がかかるため、輸入関税の軽減による加工貿易の活発化が促される。日本のように加工貿易が重きをなす国では産業上重要な意味を持つ。

### 区分
保税地域の区分は国によって異なるが、日本では以下の5種類が関税法で定められている。
1. 指定保税地 - 一時蔵置（最長1ヶ月[7]）を行なう。外国貨物の荷捌きの迅速化を目的とし[2]、一般に税関近くの公有地が指定される[7]。
2. 保税蔵置場 - 長期蔵置（最長2年[7]）を行なう。かつての「保税上屋」と「保税倉庫」を一体化したものであり[4]、取引の円滑化と中継貿易の発展を目的とする[7]。
3. 保税工場 - 上述。
4. 保税展示場 - ここでは関税を猶予された状態で外国貨物の展示、施設の建設や使用が可能であり[2][7]、大阪万博に備えて1967年に定められたのち[2]、東京モーターショーなどで活用されている[7]。
5. 総合保税地域 - 各種保税地域の機能を総合化したもの[4][7]。

## 保税運送
外国貨物を、特定の保税地域から別の保税地域へ保税状態のまま陸路・海路・空路で運送すること。保税地域の利用拡大を目的に行なわれる。税関の承認が必要であり、供託金を要する場合がある。